# Beurnevésin
Beurnevésin (hist. Brischwiler) – miejscowość w gminie Basse-Vendline, w północno-zachodniej Szwajcarii, w kantonie Jura, w okręgu Porrentruy. Do 31 grudnia 2023 samodzielna gmina. Zarówno pod względem powierzchni jak i liczby mieszkańców była najmniejszą gminą w okręgu.

## Demografia
W Beurnevésin mieszka 117 osób. W 2020 roku 12,6% populacji gminy stanowiły osoby urodzone poza Szwajcarią. 